# Corps Palaio-Alsatia Frankfurt am Main

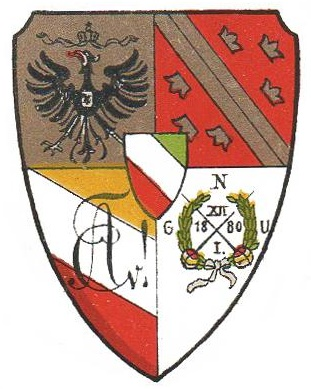
Palaio-Alsatias Wappen, im Herzschild die Farben Alsatias

Das Corps Palaio-Alsatia ist eine farbentragende pflichtschlagende Studentenverbindung in Frankfurt am Main. Das Corps ist Mitglied im Kösener Senioren-Convents-Verband (KSCV). Die Altelsässer sind Studenten und Alumni der Kaiser-Wilhelms-Universität Straßburg, der Albert-Ludwigs-Universität Freiburg und der Johann Wolfgang Goethe-Universität Frankfurt am Main. Anders als die drei älteren Corps in Straßburg bezog Palaio-Alsatia ihren Nachwuchs bis zum Ersten Weltkrieg überwiegend aus dem Elsass. Noch 1942 waren die meisten Mitglieder Elsässer. 1999 suspendierte das Corps.

## Couleur und Wahlspruch

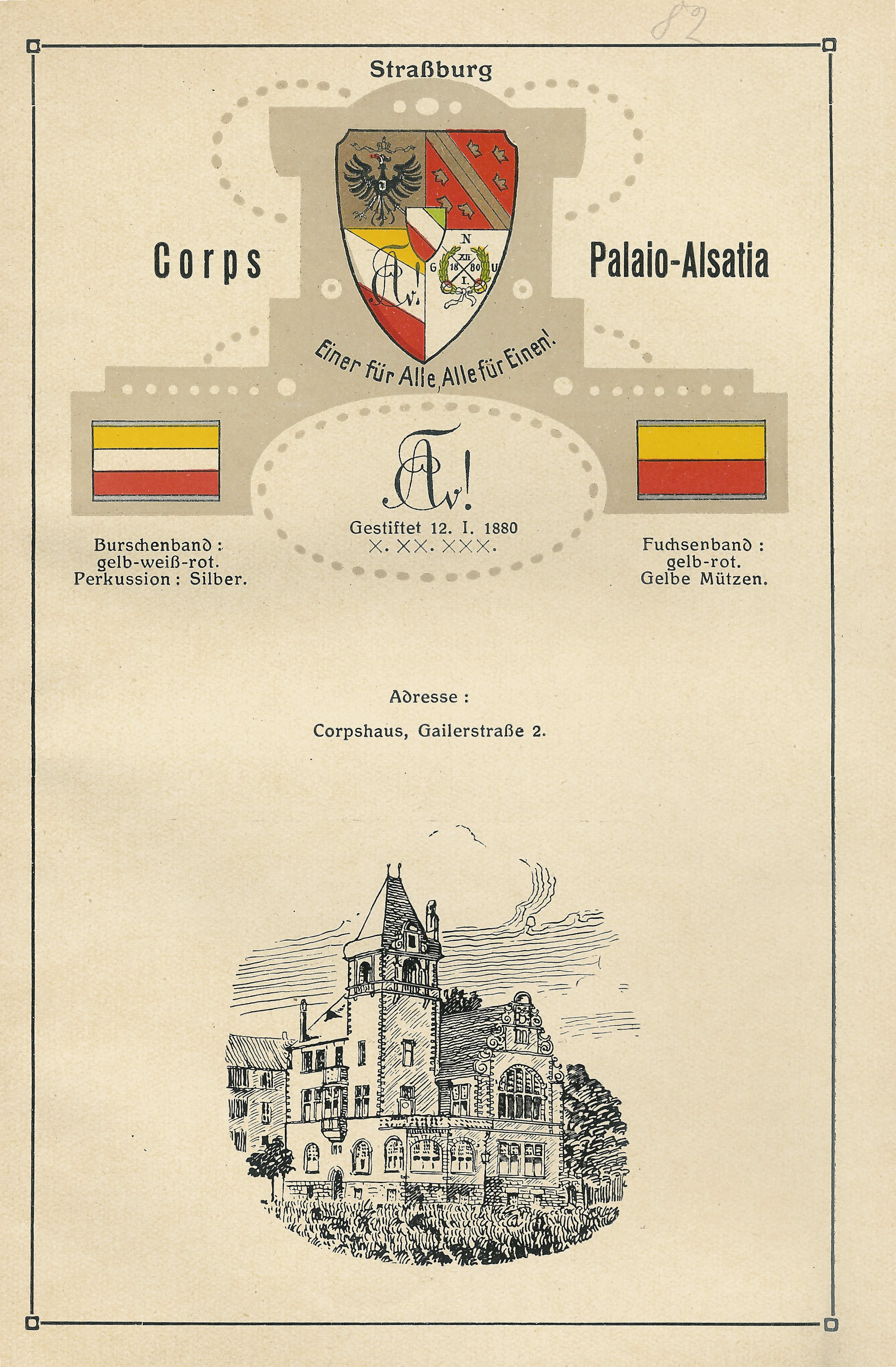
Palaio-Alsatia (1912)

Palaio-Alsatia hat die Farben gelb-weiß-rot mit silberner Perkussion. Dazu wird eine gelbe Studentenmütze getragen. Das Fuchsband ist gelb-rot mit silberner Perkussion. Zu Kneipen werden gelbe Pekeschen getragen. Der Wahlspruch lautet Einer für alle, alle für einen!, Der Wappenspruch Gladius ultor noster. Aus dem Süddeutschen Kartell stammt der Brauch, bei großen Stiftungsfesten das Festband mit den Namen aller Altelsässer anzulegen.
Die Studentische Fechtwaffe ist der Korb. Die Chargenzeichen sind ×, ××, ×××.

## Geschichte

### SC zu Straßburg

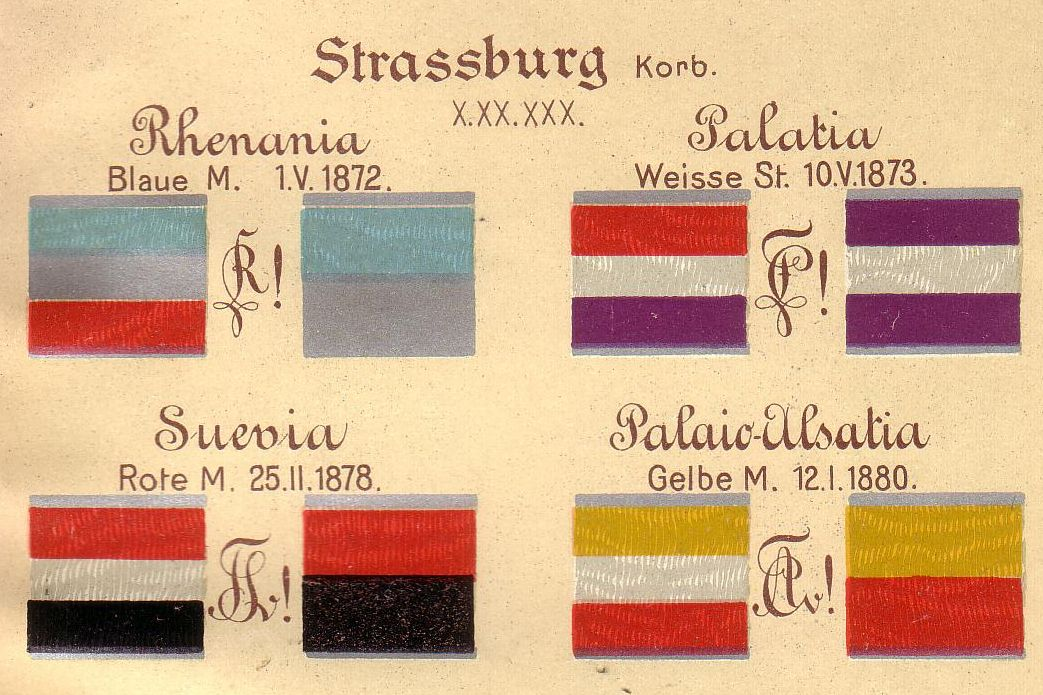
SC zu Straßburg

Als das Reichsland Elsass-Lothringen entstanden war, wurden an der Kaiser-Wilhelms-Universität vier Kösener Corps gestiftet, die den Straßburger Senioren-Convent (SC) bildeten: Rhenania Straßburg (1872), Palatia Straßburg (1873),
Suevia Straßburg (1878) und Palaio-Alsatia (1880). Viele Füchse waren Einjährig-Freiwillige in den Regimentern der 30. Division.

„Der Straßburger SC hatte unter den Kösener Corps immer eine besondere Eigenart. Straßburg war die Universität des damaligen Grenzlandes, zur Stützung des Deutschtums befand sich der SC in engster Fühlung mit den Professoren, den hohen Beamten und nicht zuletzt dem Militär. Die guten Straßburger Regimenter brachten mit ihren „Einjährigen“ einen großen Teil des Nachwuchses. Es entstand eine Gemeinsamkeit, die sich auf die gleichen Auffassungen von Pflicht, Ehre und Vaterlandsliebe gründete – einer Gemeinsamkeit, die wiederum zu einem regen gesellschaftlichen Verkehr führte. Natürlich färbte das auch auf das Verhältnis der Corps zueinander, ja auch der einzelnen Angehörigen eines CC zu den Angehörigen eines anderen CC ab. Vielleicht haben diese Eigenart des Straßburger SC und diese Beziehungen der Corps untereinander nicht zuletzt zu dem damaligen letzten Beschluß des alsdann suspendierten SC vom Juni 1919 beigetragen.“

Wegen einer Verrufssache war der SC durch die Universität vom 15. Juli 1890 bis zum 20. April 1891 suspendiert. Als er wegen einer anderen Verrufssache im Juni 1911 erneut suspendiert wurde, übernahmen zunächst die Altherrenvereine (AHC) die Funktionen der Convente. Am 18. Oktober 1911 wurde dann „Guestphalia“ gegründet. Sie hatte die Farben grün-weiß-schwarz und die Fuchsfarben grün-schwarz. Die Mitglieder trugen einen hellgrünen Stürmer und hatten den Wahlspruch Fortes adiuvat fortuna. Die Suspendierung endete am 15. April 1912.

### Vorgängerverbindungen

#### Alsatia
Die Verbindung Argentina wurde am 11. November 1857 von Mitgliedern der Concordia mit den Farben schwarz-weiß-rot gegründet. Sie trat am 5. Februar 1859 dem Wingolfsbund bei und wechselte am 11. April 1861 die Farben auf schwarz-silber-dunkelrot und am 1. Mai 1872 auf schwarz-weiß-gold. Ausgetretene Mitglieder der Argentina gründeten am 4. Juli 1874 die christliche Verbindung Arminia. Die Arminen hatten die Farben dunkelgrün-weiß-rot und trugen eine grüne Studentenmütze. Duelle waren verboten. Der Wahlspruch lautete Einer für alle, alle für einen!
Am 3. Juli 1879 konstituierte sich Arminia als Landsmannschaft Alsatia. Sie nahm die unbedingte Satisfaktion an und führte die Mensur ein. Die Farben waren hellgrün-weiß-rot, die Fuchsfarben weiß-rot. Alsatia erklärte sich am 21. Januar 1880 zum Corps und änderte die Fuchsfarben in grün-weiß-grün. Sie renoncierte am selben Tag beim SC zu Straßburg und wurde am 26. Juli 1880 recipiert. Sie suspendierte am 10. Januar 1881.

#### Vogesina
Nach den Vogesen benannt, wurde die Freie Verbindung Vogesina am 24. Mai 1881 gegründet. Die Farben waren gelb-weiß-rot, die Fuchsfarben gelb-weiß-gelb, die Mütze gelb. Sie stand zur unbedingten Satisfaktion. Der Wahlspruch war Einer für alle, alle für einen! Im Wintersemester 1883/84 führte sie die Bestimmungsmensur ein. Am Ende des Sommersemesters 1884 trat sie dem Goslarer Chargierten-Convent bei. Als sie im SS 1885 durch die Universität suspendiert worden war, gründete sie Markomannia mit den Farben rosa-blau-weiß und den Fuchsfarben rosa-weiß-rosa. Seit Anfang des Sommersemesters 1886 wieder Vogesina, erstrebte sie den Beitritt zum SC.

### Palaio-Alsatia

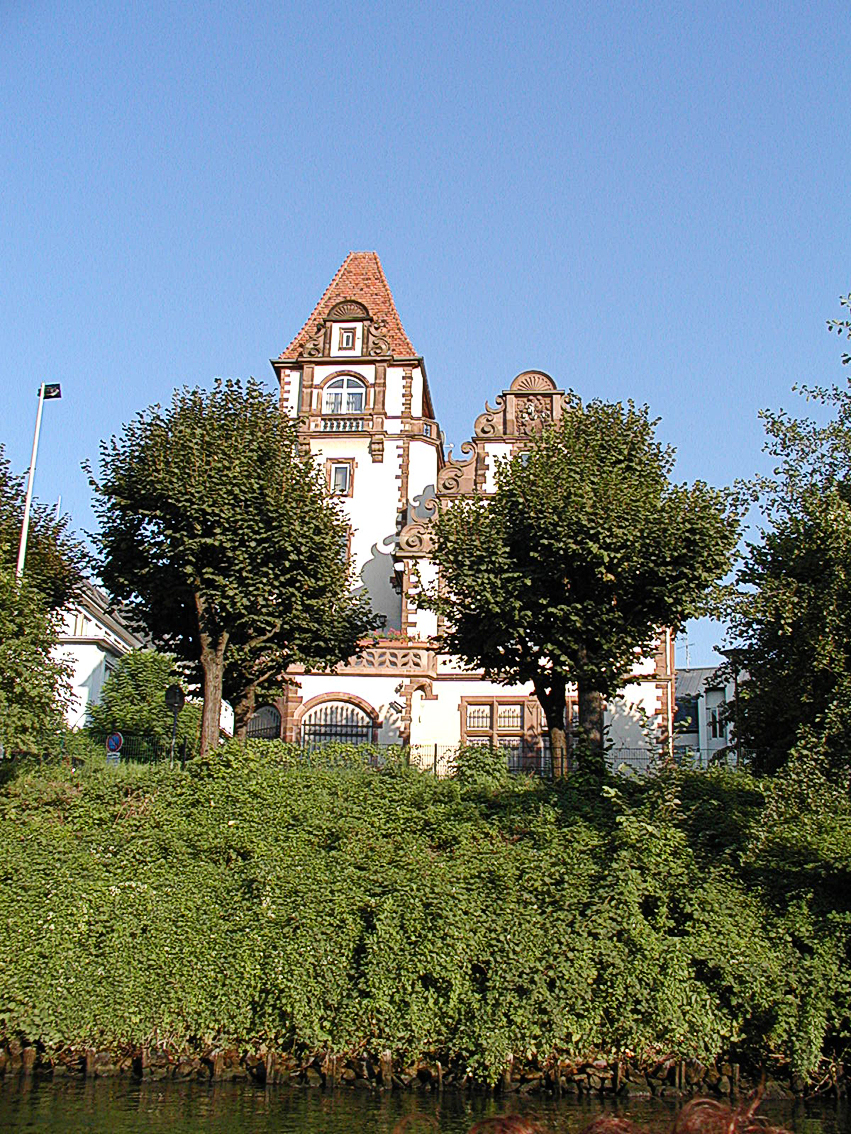
Straßburger Corpshaus von 1906

Vogesina umging die sonst notwendige Renoncierung, indem sie am 28. Mai 1886 suspendierte und Alsatia unter Übernahme ihrer Farben gelb-weiß-rot als Palaio-Alsatia rekonstituierte. Der Zusatz Palaio- (von altgriechisch παλαιός, palaios, deutsch alt) war nötig geworden, weil zwischenzeitlich eine andere Alsatia gegründet worden war.
Bis zum Herbst 1906 hatte Palaio-Alsatia ein Corpshaus am Illstaden in Universitätsnähe. 1906 bezog sie ein Haus in der nach Franz Geiler benannten Straße. Es wurde 1918 beschlagnahmt und der französischen Société des Amis de l'Université de Strasbourg zur Verfügung gestellt. Während der deutschen Besetzung des Elsass wurde es von 1942 bis 1944 noch einmal durch das Corps genutzt. Es steht heute unter Denkmalschutz und dient als polnisches Konsulat.
Im Ersten Weltkrieg kämpften 93 von 128 Corpsangehörigen auf deutscher Seite; zehn fielen.

#### Alsatia zu Freiburg
Nach dem Friedensvertrag von Versailles musste Palaio-Alsatia wie fast alle deutschen Korporationen Straßburg verlassen. Nur Argentina im Wingolfsbund und Wilhelmitana im Schwarzburgbund durften den aktiven Betrieb wieder aufnehmen, weil sie schon vor dem Deutsch-Französischen Krieg bestanden hatten. Am 5. Juni 1919 beschloss sie, in Freiburg im Breisgau als Alsatia mit den Farben grün-weiß-rot zu rekonstituieren. Der Freiburger Senioren-Convent recipierte Alsatia am 12. Juli 1919. Nach dem Bruch der Kartellverhältnisse im gelben Kreis (Teutonia Halle und  Makaria München) musste Alsatia schon am 10. Oktober 1919 suspendieren.
Die 1919 gegründete Straßburger Vorstellung wurde nie aufgelöst.

#### Palaio-Alsatia zu Frankfurt
Mit den Farben gelb-weiß-rot rekonstituierte das Corps am 9. Januar 1921 als Palaio-Alsatia an der Frankfurter Universität. Sie war schon 1914 gegründet worden, nahm den Lehrbetrieb aber erst nach dem Ersten Weltkrieg auf. Wie die Universität Köln und die Universität Hamburg diente sie als Ersatz für die verlorene Kaiser-Wilhelms-Universität. In Frankfurt am Main gab es seit 1921 auch das Wissenschaftliche Institut der Elsaß-Lothringer im Reich. Mit dem aus Prag gekommenen Corps Austria begründete Palaio-Alsatia den SC zu Frankfurt am Main. Für kurze Zeit residierte das Corps im Grethenweg. Eine zweite Bleibe fand es im Bornwiesenweg. Aus Straßburg war einiges erhalten geblieben; aber das Kneipmobiliar war verloren gegangen. Dennoch konnten die meisten gerettet werden, wie auch andere Couleurgegenstände wie Semester- und Mensurbilder. Ein neues Studentenwappen wurde bei einem Münchener Kunstmaler in Auftrag gegeben. Die Gedenktafel für die im Ersten Weltkrieg gefallenen Altelsässer wurde an der neuen Kunstgewerbeschule Köln ausgeführt. Die vom Reich gewährte Entschädigung für das in Straßburg enteignete Corpshaus war mit 2.224 Goldmark sehr gering. Trotzdem konnte das Corps zum 50. Stiftungsfest ein neues Corpshaus in der Wiesenau beziehen.
In der Zeit des Nationalsozialismus wurde der Arierparagraph restlos durchgeführt, indem die Betroffenen das Band niederlegten. Das Corps hielt aber Kontakt zu den „nicht arischen“ oder „jüdisch versippten“ Corpsbrüdern, die nie als ausgeschieden betrachtet wurden. Nach der Auflösung des HKSCV am 28. September 1935 sprach sich die breite Mehrheit der 32 anwesenden Altelsässer am 13. Oktober 1935 dafür aus, zu suspendieren und die überflüssigen Räume des Corpshauses zu vermieten. Palaio-Alsatia suspendierte am 15. Oktober 1935.

#### Kameradschaft Friedrich Barbarossa
In einer „großen Illusion“ beschloss die Altherrenschaft nach dem Westfeldzug die Rückkehr nach Straßburg. Sie übergab das Frankfurter Corpshaus dem Nationalsozialistischen Altherrenbund und erhielt im Gegenzug das Straßburger Corpshaus zurück. Es wurde aufwendig erneuert. Das gesamte Mobiliar und das Corpsarchiv wurden von Frankfurt nach Straßburg überführt. Ab 1942 betreuten die Altelsässer die Kameradschaft „Friedrich Barbarossa“. Die Aktivenzahlen blieben trotz des Krieges immer zweistellig. Als die Seventh United States Army Straßburg im November 1944 eroberte, gingen das Corpshaus, das Mobiliar und das Archiv verloren. Die Verbindung zu den Barbarossa-Mitgliedern riss ab.

#### Zweiter Neuanfang
Anders als Austria traute Palaio-Alsatia sich in der Nachkriegszeit nicht zur Rekonstitution, zumal viele Corpsbrüder verschollen waren. Zusammen mit den Corps des Hallenser Senioren-Convents Borussia, Guestphalia, Neoborussia und Teutonia übertrug sie deshalb am 10. Dezember 1949 ihre Tradition auf das Corps Saxonia Frankfurt, das am selben Tag gestiftet worden war. Saxonia bezog zwei Räume des Corpshauses der Altelsässer in der Wiesenau.
Als die Verschollenen gefunden waren, entschloss Palaio-Alsatia sich zur Rekonstitution; unter Aufnahme von 13 Mitgliedern der Saxonia wurde sie am 1. November 1953 vollzogen. Mit Austria, Franconia-Jena, Saxonia Leipzig, Saxonia Frankfurt und Neoborussia-Berlin erneuerte sie den SC zu Frankfurt am Main. Von den sechs Corps ist seit 1999 nur Austria übrig geblieben. Im Juni 1974 bezog Palaio-Alsatia das neue Corpshaus in Frankfurt-Sachsenhausen (Niederräder Landstraße 2). Sie war 1965 präsidierendes Vorortcorps und stellte mit Lothar Goldschmidt den Vorsitzenden des oKC.
Wegen Nachwuchsmangels suspendierte das Corps am 18. Dezember 1999. Die mit Hilfe des Corps Thuringia Jena weit gediehene Vorbereitung einer Rekonstitution in Erfurt scheiterte im letzten Augenblick. Das 126. Stiftungsfest wurde beim Kartellcorps Bavaria Erlangen gefeiert.

## Verhältniscorps
Im 19. Jahrhundert gehörte Palaio-Alsatia zum gelben Kreis. Heute steht das Corps im Traditionskartell mit Bavaria Erlangen (1968/1956). In der Straßburger Vorstellung ist es seit 1919 mit Rhenania Straßburg, Palatia Straßburg und Suevia Straßburg verbunden.

## Mitglieder
In alphabetischer Reihenfolge
- Paul Adolf Bamberg (1876–1946), Industrieller
- Karl Bernhard Bamler (1865–1926), Meteorologe, Pionier der Ballonfahrt
- Georg Baum (1871–1909), o. Professor an der Bergakademie Berlin
- Theodor Berké (1870–1949), Sanitätsoffizier der Kaiserlichen Marine und der Schutztruppe[19]
- Albert Boas (1878–1950), Kammergerichtsrat, als Jude 1933 amtsenthoben
- Viktor Böttcher (1880–1946), Verwaltungsjurist
- Hans Kurt Brandt (1911–?), Ordinarius für Neuere Rechtsgeschichte, Bürgerliches Recht und Zivilprozessrecht in Kiel
- Ludwig Daehn (1865–1944), Militärjurist
- Wilhelm Daehn (1872–1943), Oberbürgermeister von Weißenfels
- Eduard Friedel (1871–1949), Ministerialbeamter im bayerischen Eisenbahnwesen
- Hans Hagemann (1901–1948), Oberbürgermeister von Waldenburg
- Helmut Hitzigrath (1891–1950), Bekenntnispfarrer in Berlin
- Georg Hom (1838–1911), Maler
- Oskar Jerschke (1861–1928), Dichterjurist
- Rudolf Joerges (1868–1957), Rechtswissenschaftler
- Walther Kausch (1867–1928), Begründer der Pankreaschirurgie
- Georg Kautz (1860–1940), Ministerialbeamter
- Rolf Krebs (1940–2023), Wirtschaftsmanager und Hochschullehrer
- Georg Mahl (1870–1939), Kreisdirektor in Château-Salins, Zabern und Thann
- Erich Max Müller (1870–1948), Chemiker
- Erich tho Rahde (1875–1927), Verwaltungs- und Bankjurist
- Josef Rech (1856–1919), Gymnasiallehrer und Bürgermeister in Lothringen
- Georg Röhrig (1886–1969), Landrat im Kreis Liebenwerda
- Enno Russell (1869–1949), Bankjurist
- Theodor von Saß (1881–1958), Pfarrer in Memel und Wismar
- Hans Friedrich Secker (1888–1960), Kunsthistoriker in Danzig und Köln
- Otto Seidenadel (1866–1918), Oberamtmann in Buchen, Waldshut und Karlsruhe
- Herbert Stadler (1880–1943), Oberbürgermeister von Kassel, 1933 amtsenthoben
- Ferdinand Carl von Stumm (1880–1954), Diplomat und Industrieller
- Rudolf Thauer der Ältere (1906–1986), Physiologe
- Horst Weyrauch (* 1932), Wirtschaftsprüfer